# Родан ал-Халиди
Родан ал-Халиди (на нидерландски: Rodaan Al Galidi) е иракско-нидерландски писател.
Роден е през 1971 година в Ирак. Завършва строително инженерство в Арбил, след което напуска страната, за да избегне задължителната военна служба. През 1998 година пристига в Нидерландия и се опитва да получи политическо убежище, но то му е отказано, живее в Белгия до 2007 година, когато получава разрешение за пребиваване в Нидерландия. През този период сам учи нидерландски и от 2000 година започва да публикува поезия и проза, главно в Нидерландия. През 2011 година получава Награда за литература на Европейския съюз за романа си De autist en de postduif.